# Mansa conformalis
Mansa conformalis är en stekelart som beskrevs av Tosquinet 1903. Mansa conformalis ingår i släktet Mansa och familjen brokparasitsteklar. Inga underarter finns listade i Catalogue of Life.